# Steven Zaloga
Steven Joseph Zaloga (Pittsfield, 1º de fevereiro de 1952) é um autor e consultor de defesa americano que mora na França. Ele recebeu um diploma de bacharel cum laude no Union College e um mestrado na Universidade de Columbia, ambos em história.
Ele publicou muitos livros sobre tecnologia militar moderna, especialmente sobre tanques e guerra blindada soviéticos e da CEI. Ele é analista sênior do Teal Group.
Ele também é um conhecido modelista de blindados em escala e é um anfitrião/moderador do grupo de discussão dos Aliados da Segunda Guerra Mundial no Missing-Lynx.com, um site de modelismo. Ele é um colaborador frequente da revista de modelismo Military Modelling, sediada no Reino Unido. Ele é membro da Sociedade de Modelismo e Preservação de Blindados.